# Helicopter (canción de Bloc Party)
«Helicopter» es una canción de la banda de rock inglesa Bloc Party, originalmente lanzada como sencillo independiente en el Reino Unido en octubre de 2004 y apareció más tarde en el EP Little Thoughts; fue lanzada dos años más tarde como sencillo de su álbum debut, Silent Alarm, en los Estados Unidos. La canción fue aclamada, alcanzando el puesto 26 en la lista de sencillos del Reino Unido, pero no logró entrar en el Hot 100 de Estados Unidos. Sin embargo, logró entrar en la lista Billboard Hot Singles Sales de EE. UU. Se han producido varios remixes de la canción. La canción fue incluida en los videojuegos musicales Guitar Hero III: Legends of Rock, Marc Eckō's Getting Up: Contents Under Pressure, Burnout Revenge, FIFA 06, FIFA 23 y el episodio "Alma Matter" de la sexta temporada de The Crown.

## Composición
"Helicopter" es una canción de indie rock y garage rock, escrita por todos los miembros de la banda antes de su álbum de estudio debut, Silent Alarm. Compuesta en si menor, fue escrita en compás común y tiene un tempo rápido de 171 pulsaciones por minuto. El riff principal fue adaptado de "Set The House Ablaze", una canción de The Jam incluida en el álbum de 1980 Sound Affects.
Las referencias críticas de la canción a Estados Unidos, y versos como "just like his dad – the same mistakes" — en español: "igual que su padre: los mismos errores", llevaron a los periodistas creer que la canción era un ataque a George W. Bush, cuyo padre George H. W. Bush también lideró la intervención militar estadounidense en Oriente Medio. Okereke negó estas sugerencias en una entrevista con Pitchfork en agosto de 2005, diciendo: "Es frustrante que la gente atribuya algo a ciertas canciones cuando no se trata nada de eso en absoluto. [...] Es un poco condescendiente."

## Video musical
El video oficial, en blanco y negro, muestra a la banda tocando en una casa vieja y vacía, intercalando con imágenes surrealistas. Ha recibido la mayor cantidad de visualizaciones de todas las canciones de Bloc Party en YouTube, obteniendo más de 30 millones de visualizaciones. Una versión remasterizada con video y audio HD puede encontrarse aquí.

## Listado de canciones
UK 7-inch
1. "Helicopter"
2. "Skeleton"

UK CD
1. "Helicopter"
2. "Always New Depths"
3. "Tulips" (Minotaur Schock mix)

US CD
1. "Helicopter" (Diplo remix)
2. "Helicopter" (Weird Science remix featuring Peaches)
3. "Helicopter" (Whitey remix)
4. "Helicopter" (Original version)

US 12-inch
1. "Helicopter" (Diplo remix)
2. "Helicopter" (Weird Science remix featuring Peaches)

## Posicionamiento en listas
| Lista (2004-06)                    | Máxima posición |
| ---------------------------------- | --------------- |
| Suecia (Hitlistan)                 | 51              |
| Reino Unido (UK Singles)           | 26              |
| Estados Unidos (Hot Singles Sales) | 34              |

## Certificaciones
Plantilla:Certification Table Entry
| País                                                            | Certificación | Ventas |
| --------------------------------------------------------------- | ------------- | ------ |
| xcifras no especificadas basadas únicamente en la certificación |               |        |